# Phoeniculus somaliensis
La abubilla arbórea piquinegra (Phoeniculus somaliensis) es una especie de ave bucerotiforme de la familia Phoeniculidae que vive en el cuerno de África.

## Distribución
Se encuentra en Yibuti, Eritrea, Etiopía, Somalia, el norte de Kenia y los extremos orientales de  Sudán y Sudán del Sur.

## Subespecies
Se reconocen las siguientes subespecies:
- P. somaliensis somaliensis (Ogilvie-Grant, 1901)
- P. somaliensis neglectus (Neumann, 1905)
- P. somaliensis abyssinicus (Neumann, 1903)